# Chris Nietvelt
Chris Nietvelt (Turnhout, 17 januari 1962) is een Vlaamse actrice.

## Levensloop
Nietvelt studeerde na haar middelbareschoolopleiding aan het Koninklijk Vlaams Conservatorium Antwerpen (1981-1984).
Ze was verbonden aan verschillende Nederlandse toneelgezelschapen. Ze was actrice bij Hollandia tussen 1993 en 2004 en bij het Zuidelijke Toneel en ZT Hollandia. Ze speelde toen onder meer in Tim van Athene en Seemannslieder/Op hoop van zegen. Ze was van 1988 tot 1994 lid van Toneelgroep Amsterdam en na 2008 eveneens. Nietvelt speelde hier in onder andere Teorema, Phaedra, In ongenade, La grande bouffe, Macbeth, De meeuw en Maria Stuart.
Nievelt speelde ook in enkele (tv-)films en tv-series, onder meer in Thuisfront (1998), Oude tongen (1994), Wooww (1999) en Over Water (2018).
Daarnaast was ze tussen 2003 en 2004 als docent verbonden aan de Amsterdamse Hogeschool voor de Kunsten.

## Prijzen en nominaties
In 2008 ontving zij de Theo d'Or voor haar rol als Cleopatra in Romeinse tragedies. Daarnaast is ze verschillende malen genomineerd voor deze prijs, in 2015 voor haar rol in Maria Stuart, in 2000 voor Kameliendame, in 1995 voor de rol in Rijkemanshuis en in 1990 voor haar rol in Lulu.
In 2007 werd ze genomineerd voor een Colombina, voor een rol in Oresteia en in 2006 voor een rol in Opening Night.